# Niedersächsisch-Dänischer Krieg
Der Niedersächsisch-Dänische Krieg war ein im Rahmen des Dreißigjährigen Krieges erfolgter militärischer Konflikt zwischen dem Reich und dem Königreich Dänemark sowie dessen Verbündeten in den Jahren zwischen 1625 und 1629. Der Krieg hatte seine Ursache in den militärischen Erfolgen der Hofburg gegen die Protestanten und dem von ihr verfolgten Ziel einer Restitution der von den protestantischen Fürsten im Zuge der Reformation in Beschlag genommenen Kirchengüter. Diese Restitutionsforderungen betrafen auch den Dänenkönig Christian IV., der aufgrund dieses Umstandes ab März 1625 als Kreisobrist des Niedersächsischen Reichskreises und ab Dezember desselben Jahres als Leiter der Haager Allianz auftrat. Neben der Verhinderung von Restitutionen in Norddeutschland hatte der Krieg vor allem die Inbesitznahme der Kirchenstifte von Verden, Osnabrück und Halberstadt für die Söhne des Königs zum Ziel.
Nach einer schweren militärischen Niederlage nahe Lutter fielen die Fürsten Norddeutschlands von Christian IV. ab. Diese Tatsache und die Nachfolgenden Ereignisse – namentlich die Einnahme Jütlands durch die Kaiserlichen – zwangen ihn zur Aufgabe seiner Position und einem Friedensschluss mit dem Reich. Der 1629 geschlossene Friede beließ Christian in seiner Rolle als Reichsstand und war auch ansonsten auffallend milde, da der Kaiser die vergebliche Hoffnung hegte, Dänemark als Gegengewicht zum expansiven Schweden gewinnen zu können; andererseits war er jedoch auch der Anfang vom Ende der Rolle Dänemarks als europäische Macht ersten Ranges und der dänischen Oberherrschaft über die Baltische See, da die Niederlage für Dänemark trotz allem eine enorme Schwächung bedeutete.

## Die politische Ausgangslage in Skandinavien Anfang des 17. Jahrhunderts
Um 1600 war die Großmacht Dänemark ein ethnisch vielfältiger Staat mit etwa 1,5 Millionen Einwohnern – etwa ½ Million Einwohner mehr als das benachbarte Schweden zur selben Zeit – dessen Bevölkerung insbesondere durch den gemeinsamen, 1536 eingeführten lutherisch-evangelischen Glauben eine gemeinsame Identität ausgebildet hatte. Der Dänische König war zwar das gewählte Oberhaupt einer „Union von Ständestaaten“ mit zentralistischen Tendenzen, konnte aber relativ frei über Investitionen sowie Krieg und Frieden entscheiden, ohne die Stände miteinbeziehen zu müssen. Dies war ihm vor allem aufgrund des Sundzolls möglich, der eine beständige Einnahmequelle der Krone darstellte und Christian IV. zu einem der reichsten Herrscher Europas machte. Gleichzeitig war dieser Zoll aber auch Dreh- und Angelpunkt periodisch wiederkehrender Zwistigkeiten mit dem Nachbarland Schweden, dem die hohen Zollabgaben ein Dorn im Auge waren.

## Vorgeschichte

### Der Prager Defenestration und die Böhmische Rebellion – der Krieg beginnt
Am 23. Mai 1618 kam es in der Prager Burg zu einem demonstrativen, von langer Hand geplanten Akt der Rebellion gegen die habsburgische Herrschaft in Böhmen, in dessen Zuge drei kaiserliche Beamte eine Defenestration durch die protestantischen Stände erfuhren. Diese Gewalttat sollte schließlich zum aufsehenerregenden Ausgangspunkt des Böhmischen Ständeaufstandes werden – des Konflikts, der wiederum den Dreißigjährigen Krieg in Gang setzen sollte.
Anfang November 1619 wurde der deutsche Calvinist Kurfürst Friedrich von der Pfalz im Veitsdom unter großer Prachtentfaltung zum König Böhmens gekrönt. Aufgrund der dadurch entstandenen protestantischen Übermacht im Kurfürstenkollegium hätte eine langfristige „Inbesitznahme Böhmens durch Friedrich die konfessionellen Machtverhältnisse im Reich grundlegend veränder[t]“ und war daher für die katholischen Fürsten des Reichs nicht einmal im Ansatz tolerierbar. Seine Herrschaft sollte jedoch nicht von langer Dauer sein. Bereits im November 1620 brach seine Herrschaft durch die vernichtende Niederlage der Kurpfälzer und Böhmen gegen die von Kursachsen unterstützte Katholische Liga, die durch ein Anfang Juli desselben Jahres in Ulm geschlossenes Abkommen von der Union „politisch freie Hand“ bei der Niederschlagung des Böhmischen Aufstands erhalten hatte, am Weißen Berg völlig in sich zusammen. Noch vor dem Anbruch des Frühjahrs waren die Habsburger wieder die Herren über Böhmen. Der „Winterkönig“ floh nach Breslau. Mit der Hinrichtung von 27 zum Tode verurteilten Anführern der Rebellion auf dem Prager Rathausplatz endete Ende Juli 1621 der böhmische Aufstand.

### Der Krieg wird international
Obgleich Friedrichs Position im Frühjahr 1621 denkbar schlecht war – Böhmen war wieder habsburgisch, die Union stand kurz vor der Auflösung und die linksrheinische Unterpfalz war von den Spaniern erobert und besetzt worden – dachte der Kurfürst, über den im Jänner desselben Jahres die Reichsacht verhängt worden war, nicht daran auf die Krone Böhmens zu verzichten. Stattdessen bemühte er sich mit Hilfe von  Peter Ernst II. von Mansfeld darum Truppen auszuheben und durch Bündnisse  mit auswärtigen Mächten, konkret mit den protestantischen Niederlanden, England, Schweden und Dänemark, den böhmischen Thron und sein Stammland zurückzuerobern. Bereits in der Vergangenheit hatte das Streben nach solchen „große[n] Bündnisprojekte[n] […] die pfälzische Politik gekennzeichnet“. Friedrichs neuerliche internationale Politik sollte schließlich das Einfallstor für fremde Mächte ins Reich werden, wobei er jedoch schon bald feststellen musste, dass diese ihre ganz eigene Pläne verfolgten.
Aber auch auf katholischer Seite tat man wenig einer neuerlichen Eskalation aus dem Weg zu gehen. 1623 erhielt Maximilian von Bayern, im Ausgleich für die Kriegskosten des vorangegangenen Krieges in Böhmen, die Kaiser Ferdinand II. nicht zu zahlen in der Lage war, litt er doch seit diesem Krieg an „notorische[n] Geldprobleme[n]“, unter anderem die Oberpfalz sowie pfälzische Kurwürde, die ihm bereits in geheimen Nebenabsprachen zum Münchner Vertrag von 1619 zugesichert worden waren. Diese territoriale Ausweitung Bayerns und die Transferierung einer protestantischen Kurwürde auf eine katholische Macht veränderte das Machtgefüge im Reich tiefgreifend und legte damit das Fundament für die Ausweitung des Konflikts. Bereits unmittelbar nach der Inauguration Maximilians I. in Regensburg schrieb die Infantin Isabella Clara Eugenia in Brüssel an Philipp IV. von Spanien, dessen Gesandten vergeblich versucht hatten die Einsetzung zu verschieben, dass „[d]er Kaiser […] sich damit in neue und gefährliche Kämpfe eingelassen [hat]“. Sie sollte mit dieser Einschätzung Recht behalten.

## Der Niedersächsisch-Dänische Krieg

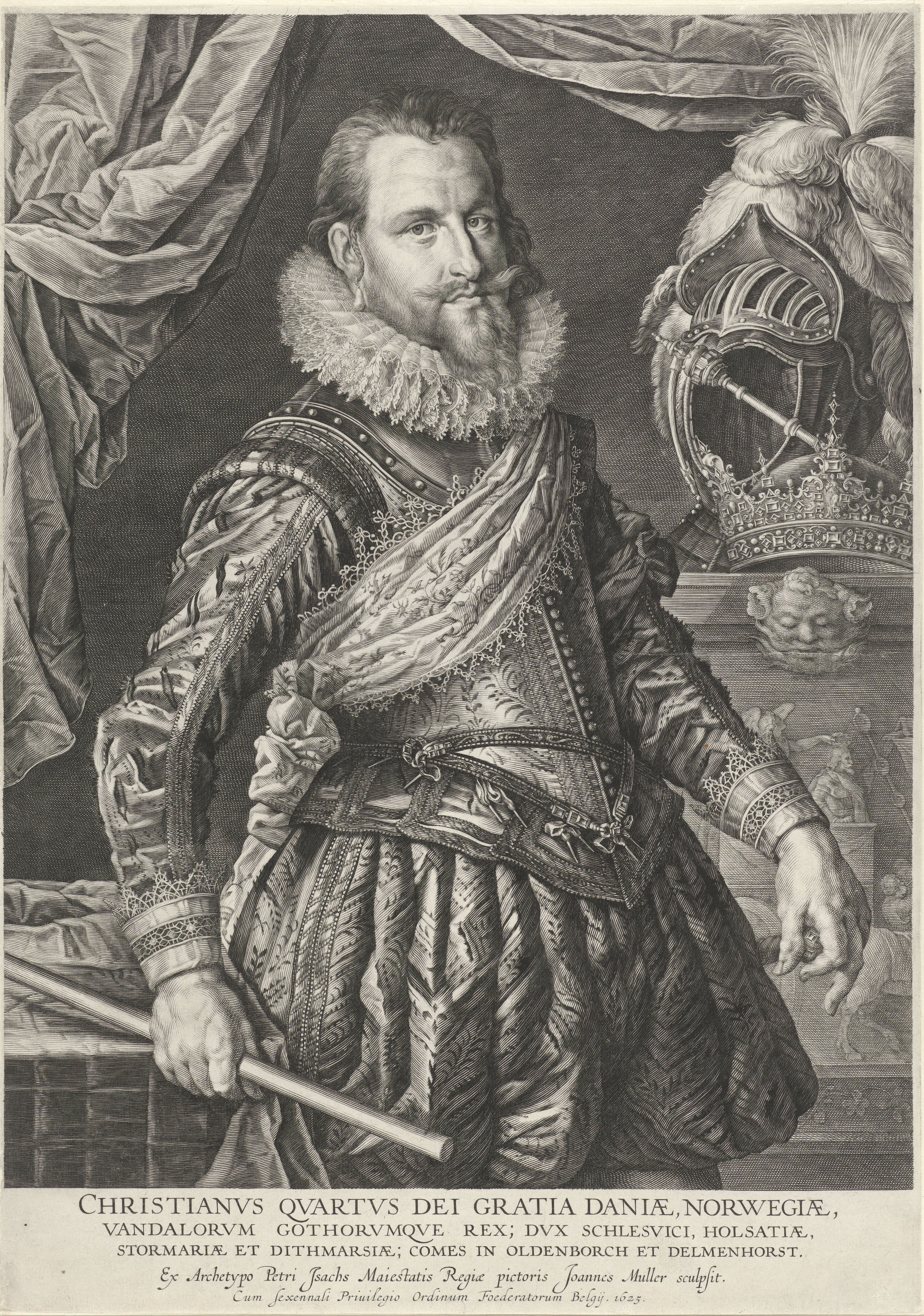
Porträt Christians IV., König von Dänemark und Norwegen; Stich von Johannes Müller nach einem Gemälde von Peter Isacksen, Amsterdam 1625.

### Wahl Christians IV. von Dänemark zum Kreisobersten des Niedersächsischen Reichskreises und die Gründung der Haager Allianz
Die Ausweitung des Krieges, der sich mittlerweile aus der Pfalz nach Norddeutschland verlagert hatte, erfolgte schließlich im Jahre 1625 mit der Ernennung Christians IV. von Dänemark zum Kreisobristen des Niedersächsischen Reichskreises. Der Siegeszug der Katholischen Liga hatte in den vorausgegangenen Jahren die Grundlage für seine Ernennung geschaffen, denn bei den Norddeutschen Protestanten war dadurch die Sorge aufgekommen, die erfolgsverwöhnte Liga könnte ihren neuerlichen Erfolg dazu nutzen, „die Restitutionsforderungen der Katholiken durchzusetzen“., Eine solche Entwicklung erschien in der Tat nicht unwahrscheinlich, denn mit dem vernichtenden Sieg Tillys über Christian von Braunschweig-Wolfenbüttel bei Stadtlohn im Sommer 1623 und der Auflösung des von Ernst von Mansfeld geführten Heeres kurze Zeit später „stand dem deutschen Protestantismus erstmals seit Gründung der Union keine Streitmacht mehr zur Verfügung“.
Hinter dem Handeln des Dänenkönigs stand aber im Großen und Ganzen weniger das idealistische Motiv der Befreiung der deutschen Protestanten – wusste er doch selbst gut genug, dass sein Luthertum mit dem Calvinertum der meisten Unionsstädte nur wenig gemein hatte – sondern viel mehr der Versuch, für seine Söhne geistliche Herrschaftsgebiete in Norddeutschland – konkret die reichen Kirchenstifte von Halberstadt und Bremen – zum Zwecke einer politisch-dynastischen Sicherung der oldenburgischen Macht in Norddeutschland, in Beschlag zu nehmen, noch bevor dieses Vorhaben durch die Restitution der Norddeutschen Kirchengüter zunichtegemacht werden konnte, wobei er jedoch stets darum bemüht war, seine eigentlichen politischen Ziele zu verbergen und sich stattdessen als messianische Erlösergestalt zur Errettung der deutschen Lutheraner und Calviner von dem katholischen Joch zu inszenieren. Die Erneuerung des Religionsfriedens und der Schutz der Protestanten im Reich sollte bis zum Lübecker Friedensschluss eines seiner erklärten Kriegsziele bleiben. Daneben dürften aber auch die spanischen Ambitionen im Ostseeraum, und die Befürchtung des Königs, Schweden könnte durch eine erfolgreiche militärische Intervention zugunsten der norddeutschen Protestanten die Machtverhältnisse in der Baltischen See zu seinem Vorteil wenden, eine nicht unwesentliche Rolle bei seiner Entscheidung gespielt haben, in den innerdeutschen Konflikt einzugreifen.
Im Dezember 1625 – sieben Monate nach der Wahl des Dänenkönigs zum Kreisobristen des Niedersächsischen Reichskreises – kam es in Den Haag zur Gründung der gegen die Habsburger gerichteten Haager Allianz zwischen England, den Niederlanden und Dänemark. Erklärtes Ziel war es, gemeinsam eine Armee unter Führung von Christian IV. zu unterhalten, mit der Norddeutschland gegen den Zugriff des Kaisers gesichert werden sollte. Bereits zu einem frühen Zeitpunkt zeichneten sich die ersten Probleme innerhalb der Allianz ab. So ging der Dänenkönig fälschlich davon aus, bei den geplanten militärischen Operationen über die volle Unterstützung Frankreichs zu verfügen und er weigerte sich zum Missfallen Englands – das mit dem Winterkönig über dessen angetraute Gattin Elisabeth Stuart eng verbunden war – beharrlich, die Pfalz und die Kurfürstenwürde für den Wittelsbacher zurückzuerobern. Aufgrund dieser Unstimmigkeiten innerhalb der Allianz verließ Kurbrandenburg unter dem Hohenzollern Georg Wilhelm noch vor dem Ausbruch der ersten Kämpfe die Allianz und lehnte seine weitere Politik an jene des kaisertreuen lutherischen Kursachsens an. Auch bei den Norddeutschen Städten stieß Christian IV. auf starken Widerstand, denn sie sahen im Dänenkönig einen „Feind der städtischen Freiheiten“, der nicht zögern würde im Falle eines Sieges seine Machtstellung zu ihren Ungunsten zu gebrauchen.
Bereits bald nach der Wahl Christians IV. kam es 1625 zum Einrücken der Ligatruppen unter Johann T’Serclaes von Tilly in den Niedersächsischen Reichskreis und der Belagerung der ersten Schlösser und festen Plätze. Tillys vorgehen war dabei sehr zögerlich, denn seine Soldaten litten unter Versorgungsengpässen, Geldmangel und der erbitterten Gegenwehr der dänischen und niedersächsischen Truppen. Er hoffte daher, bald Unterstützung durch Wallensteins kürzlich aufgestellte „Privatarmee“ zu erhalten.
Unterdessen war man sich auf dänisch-niedersächsischer Seite uneins über das weitere Vorgehen. Zwar war ursprünglich vorgesehen gewesen, die Truppen Christians IV. mit jenen Mansfelds zu vereinen, allerdings war über Mansfeld bereits während des Böhmisch-pfälzischen Krieges die Reichsacht verhängt worden, weswegen „aus rechtlichen Gründen […] eine Verbindung auf Reichsboden unterbleiben [musste]“. Darüber hinaus war Mansfeld auch nicht dazu bereit, gegenüber dem Dänenkönig eine untergeordnete Rolle einzunehmen, was sich auf ein gemeinsames Vorgehen äußerst nachteilig auswirken sollte.
Aufgrund dieser offensichtlichen Schwäche seiner Position nahm der Dänenkönig zunächst eine defensive Position ein und machte sein weiteres Vorgehen zunächst vom Zustandekommen der Allianz mit den Vereinigten Niederlanden und England abhängig.
Die in sich zerstrittene Allianz und ihre Unterstützer erwiesen sich insgesamt betrachtet jedoch als relativ nutzlos für die Ambitionen des Dänenkönigs. Die Generalstaaten waren nach einer empfindlichen Niederlage gegen die Spanier im Juni 1625 mit ihren ganz eigenen Angelegenheiten beschäftigt und daher nicht dazu bereit die versprochenen Gelder beizusteuern, die Franzosen waren mit einer neuerlichen Erhebung der Hugenotten bedient und in England hatte der junge und ehrgeizige König Karl I. mit der Neuordnung der Regierung zu tun. In dessen unter schlechter Vorbereitung ab Ende 1625 durchgeführten Plan, mit Hilfe der englisch-niederländischen Flotte die spanische Silberflotte Flota de Indias abzugreifen und gleichzeitig an einer zweiten Front mithilfe von in England angeworbenen Söldnertruppen in den Niederlanden das spanische Herr unter Ambrosio Spinola zu schlagen, um dann über diese weiter in die Pfalz zu ziehen, wo der vertriebene Friedrich V. wieder als Pfalzgraf eingesetzt werden sollte, bekleidete Christian IV. höchstens eine Nebenrolle. So kam es, dass Christian IV. – abgesehen von den verbliebenen Norddeutschen Verbündeten, die ebenfalls „[n]ur mit Mühe […] für die Mithilfe bei der Aufstellung eines Heeres zu gewinnen [waren]“,  – trotz der Haager Allianz weitestgehend auf sich allein gestellt war.

### Die Dänen gegen Tilly und Wallenstein
Das Jahr 1625 endete schließlich, ohne dass es zu größeren Gefechten gekommen wäre. Im Winter schwiegen die Waffen und die gegnerischen Parteien führten in Braunschweig gemeinsame Verhandlungen, bei denen sie auszuloten versuchten, inwieweit der Konflikt auf diplomatischen Wege gelöst werden könnte. Im nachfolgenden Jahr sollte sich die Situation schließlich ändern. Während Tilly und Wallenstein die Waffenruhe sehr gelegen kam – zweifelten sie doch für den Moment an der Eignung ihrer Heere für eine größere Operation – gerieten Christian IV. und Mansfeld zunehmend unter Zugzwang. Mansfelds Finanziers drängten auf militärische Erfolge und auch die Bundesgenossen „Christian von Braunschweig und Herzog Johann Ernst von Weimar waren von Ungeduld getrieben und hielten strategisches Abwarten für bloßes Nichtstun“.
Letzterer eroberte Anfang des Jahrs Osnabrück, um dort des Dänenkönigs ältesten Sohn als Koadjutor des (katholischen) Bischofs Franz Wilhelm Kardinal Reichsgraf von Wartenberg einzusetzen und erfüllte damit eines der Kriegsziele des Dänenkönigs., Der anfängliche Erfolg der Protestanten sollte sich allerdings nicht fortsetzen. Ende April desselben Jahres erlitt Mansfeld an der Dessauer Brücke eine erste schwere Niederlage gegen Wallenstein, was zu einem internen Konflikt zwischen ihm und dem Dänenkönig führte. Ersterer warf dem Monarchen im Nachgang zur Schlacht vor, die Niederlage durch eine unzureichende Zuweisung frischer Truppen verursacht zu haben.
In Reaktion auf diese erste schwere Niederlage, von der sich Mansfeld allerdings recht schnell wieder erholen konnte, wurde in Abstimmung mit dem Dänenkönig Anfang Juni entschieden, den Kriegsschauplatz mit Hilfe des Vorstoßes eines kleinen Heeres nach Schlesien und Böhmen, vom norddeutschen Raum weg zu verlagern. Christian IV. steuerte dem Projekt siebentausend Söldner bei, was auch der Anzahl der dänischen Truppen entspricht, die der Dänenkönig anfänglich den Habsburgern und ihren Verbündeten entgegenstellen wollte. Der Plan Christians IV. und Mansfelds sollte schlussendlich das exakte Gegenteil von dem bewirken, was er eigentlich bewirken sollte, nämlich die Niederlage Dänemarks und das Ausscheiden des Königreichs aus dem Dreißigjährigen Krieg. Entgegen der Erwartungen Christians IV. und Mansfelds folgte Wallenstein den Truppen des Söldnerführers lediglich mit der Hälfte seines Heers, wohingegen die andere Hälfte bei Tilly zurückblieb. Damit hatte sich das Kräfteverhältnis im Norden umgekehrt. Bereits Mitte Oktober 1626 war der Feldzug Mansfelds weitestgehend aussichtslos geworden, weswegen er seine stark dezimierten Truppen dem ungarischen König Gabriel Bethlen unterstellte. Mansfeld wollte zur Kapitalbeschaffung nach Venedig weiterreisen, starb allerdings in der Nacht zum 30. Dezember an den Folgen eines Blutsturzes. Damit verlor die Allianz ihren wichtigsten Heerführer.
Im Nachgang zu der Schlacht an der Dessauer Brücke gelang es Tilly dem Dänenkönig nach und nach zahlreiche feste Plätze abzujagen. Dabei scheute er auch nicht davor zurück „Kriegsrecht und Kriegsbräuche zu ignorieren, wenn er sich davon einen Abschreckungseffekt versprach“. Der von Tilly geführte Festungs- und Belagerungskrieg drängte Christian IV. zunehmend in die Defensive und entzog ihm immer mehr seine Machtgrundlage. Im August 1626 beugte sich Göttingen und auch das Bistum Osnabrück verjagte die dänische Garnison. Christian IV. war eifrig darum bemüht, seiner schwierigen Lage zu entfliehen und entschied sich daher dazu, eine offensivere Taktik anzuwenden. Damit manövrierte sich der Dänenkönig noch viel weiter in jene prekäre Situation, der er eigentlich entkommen wollte.
Ende August verpasste der Dänenkönig knapp eine günstige Gelegenheit, dass Tillysche Heer in einem Moment der Verwundbarkeit zu attackieren und war daraufhin dazu gezwungen den Rückzug Richtung Wolfenbüttel anzutreten. Dabei fiel sein Tross zurück und er musste sich Tilly nahe dem Dorf Lutter am 27. August 1626 zur Schlacht stellen. Der Dänenkönig wählte für den Kampf einen strategisch ungünstigen Ort. Außerdem war neben der zahlenmäßigen Unterlegenheit des Heers Christians IV. auch die geringe Kampferfahrung der dänisch-niedersächsischen Truppen ein ernstliches Problem. Die Schlacht sollte für den Oldenburger zum Desaster werden. Er verlor achttausend Soldaten und alle Geschütze.
Die militärische und politische Lage in Norddeutschland hatte sich damit grundlegend verändert. Die Gefahr für die Habsburger, die von der Haager Allianz ausgegangen war, war liquidiert worden und die Kreisstände, die den Dänenkönig und Herzog von Holstein einstig einstimmig zu ihrem Kreisobristen gewählt hatten, versagten diesem nun die Gefolgschaft und schlossen stattdessen Sonderfrieden mit den Habsburgern. Dies sollte wiederum dazu führen, dass das vom Dänenkönig kontrollierte Gebiet in Norddeutschland innerhalb kürzester Zeit auf einen kümmerlichen Rumpf zusammenschrumpfte. Aufgrund dieser Entwicklung war es „abzusehen, dass Christian bei einer Weiterführung des Krieges weitgehend auf die Hilfsmittel seines eigenen Königreichs angewiesen sein würde“. Auch in der Zeit nach der Schlacht von Lutter setzte sich der Krieg als Belagerungskrieg fort. Ohne auf ernstzunehmenden Widerstand zu stoßen, schoben sich die „katholischen Heere“ nach Norden vor und gewannen dabei immer mehr an Größe. Der mittlerweile aus Böhmen zurückgekehrte Wallenstein war bestrebt den Krieg möglichst schnell zu beenden und die Dänen dabei derart zugrunde zu richten, „dass Christian sich danach nie wieder in die Angelegenheiten des Reichs einmischen würde“. Bis Ende 1627 ward ganz Jütland von den katholischen Truppen erobert. Lediglich die dänischen Inseln blieben von den Kaiserlichen unbesetzt, da sie nicht über die dafür nötigen Schiffe verfügten, womit der Dänisch-niedersächsische Krieg in einen Zustand der Stagnation eintrat.

## Der Lübecker Friede von 1629 – die Dänen scheiden aus dem Krieg aus
Am 27. Mai 1629 kam es im Frieden von Lübeck schließlich zum Friedensschluss zwischen dem Heiligen Römischen Reich und dem Königreich Dänemark-Norwegen. Obgleich Tilly und Wallenstein in den zwölf von ihnen aufgestellten „Programmpunkten für den Frieden“ noch einige ausgesprochen maßlose Forderungen an den Dänischen König gestellt hatten – namentlich die Abtretung Holsteins an den Kaiser, die Aufgabe der königlichen Zollrechte an der Sundpassage, sowie das Leisten von Reparationen an die geschädigten Fürsten und Städte des Reichs – die faktisch zum Bankrott Dänemarks und der Entäußerung seiner Rolle als Hegemonialmacht im Ostseeraum geführt hätten, fiel das schlussendliche „Strafgericht“ über Dänemark relativ konstruktiv und milde aus. Christian IV. behielt seinen Status als Herzog von Holstein und musste weder territoriale Einbußen, noch das Leisten von Entschädigungszahlungen an kriegsgeschädigte Städte und Fürsten hinnehmen. Seine Koalition mit den auf seiner Seite verbliebenen Fürsten des Niedersächsischen Reichskreises musste er allerdings aufkündigen. Betreffend seines Anspruchs auf einige der Norddeutschen Kirchenstifte bestimmte das Vertragswerk, dass er sich „der ‘Stifter für sich und dero geliebten Herren Söhne unter welchem Vorwand und Schein auch immer […] ferner nicht anmaßen‘ [dürfe]“, womit dem Rückgriff auf die Kirchenstifte des Reichs zum Zwecke der dynastischen Versorgungspolitik der Oldenburger vorerst ein Riegel vorgeschoben wurde. Das letzte Wort in Bezug auf diese Kirchenstifte war damit aber noch nicht gesprochen. So war das Erzbistum Bremen im Jahr 1639 Gegenstand einer Verhandlung von Abgesandten des Kaisers mit dem Dänenkönig. Christian IV. sollte neben einer auf sechzig Jahre festgesetzten Zollbewilligung für die Elbe, den reichen Kirchenstift von Bremen erhalten, wenn er sich dafür im Gegenzug mit dem Reich wider dessen Feinde verbünden würde, was jedoch nicht geschah. Schwerer als der Friedensschluss wog für den Dänenkönig der Verlust seiner Rolle „als protestantisches Oberhaupt von europäischem Gewicht“, sowie die Verwüstung Jütlands durch die Kaiserlichen, die für Dänemark eine Schwächung und schwere finanzielle Belastung bedeutete.
Der Friede war auch insbesondere daher so maßvoll und milde, da Kaiser Ferdinand II. darum bemüht war, „eine mögliche Zusammenarbeit zwischen Dänemark und Schweden gegen das Haus Habsburg und die katholische Liga [zu] verhindern“, die sich in den Verhandlungen zunehmend abgezeichnet hatte. In diesem Kontext ist auch der Versuch Wallensteins – der seit seiner Ernennung im April 1628 „General des Ozeanischen und Baltischen Meeres“ war – zu sehen, durch Verhandlungen mit den Schweden einen Krieg zwischen diesen und den Dänen, um die Hegemonie im Ostseeraum heraufzubeschwören. Aus dem erhofften Konflikt hätte schlussendlich das Reich mit seinen neuerlich großen Flottenambitionen als siegreicher Dritter hervorgehen sollen. Diese Bestrebungen des Reichs, eine schlagfertige Flotte aufzustellen, sollten sich jedoch schon bald als vergeblich erweisen, da „es [nicht] gelang […], die enormen technologischen, personellen, finanziellen und politischen Schwierigkeiten, die dabei auftraten, rechtzeitig zu überwinden“.
Obgleich es dem Dänenkönig im Frieden von Lübeck eigentlich verboten worden war, sich in die Angelegenheiten des Reichs einzumischen, „widmete er sich doch sogleich nach dem Friedensschluß dem Süden seiner Reiche mit derselben Aktivitäten wie in der Vorkriegszeit“. Konkret bedeutete das, dass Dänemark im alten Streit um die Zollerhebung auf der Elbe erneut auf Konfrontationskurs mit der Hansestadt Hamburg ging. Christian IV. vertraute hier darauf, dass das Reich zu beschäftigt mit der akuten Bedrohung durch die Schweden sei, als dass es aufgrund eines Zollstreits erneut die Waffen gegen einen gerade erst geschlagenen Feind erheben würde. Er sollte mit dieser Einschätzung Recht behalten. Zwar lehnte der Kaiser die dänischen Forderungen betreffend die Zollerhebung auf der Elbe zunächst ab, stimmte dann aber später doch zu. Schlussendlich brachte das Zollrecht für die Elbe den Dänen jedoch mehr Schwierigkeiten als Nutzen, denn im Zuge des Streits gerieten auch die Generalstaaten immer mehr in Opposition zu ihrem einstigen Verbündeten, was sich für die Dänen im Torstenssonkrieg rächen sollte.

## Der weitere Kriegsverlauf im Reich im Nachgang zum Niedersächsisch-Dänischen Krieg
Mit dem Sieg über Dänemark und der vom Dänenkönig angeführten Rebellion des Niedersächsischen Reichskreises stand Kaiser Ferdinand II. auf dem Zenit seiner Macht. Nun schien ihm die Zeit gekommen das Reich zum katholischen Glauben zurückzuführen. Am 6. März 1629 – also noch vor dem Friedensschluss von Lübeck – erließ Kaiser Ferdinand II. eine Verordnung, mit der ohne Einverständnis der protestantischen Reichsstände der geistliche Besitzstand im Reich wieder auf den Stand unmittelbar vor dem Augsburger Religionsfrieden gebracht werden sollte. Das Restitutionsedikt betraf rund fünfhundert Stifte und Klöster und bedeutete damit einen massiven Einschnitt für die protestantischen Reichsstände. Da sich der Kaiser mit diesen, doch sehr radikalen Maßnahmen in Opposition zu eigentlich kaisertreuen lutherischen Reichsständen wie Kursachsen oder Hessen-Darmstadt brachte, war eine erneute Eskalation und internationale Ausweitung des Konflikts, die von einigen externen Mächten – unter diesen insbesondere Schweden, das sich durch die neuerlichen Flottenambitionen der Habsburger herausgefordert sah. – regelrecht herbeigesehnt wurde, im Grunde beinahe unausweichlich. In Wien sah man diese Gefahr allerdings nicht, dort war man mittlerweile zu der irrigen Überzeugung gelangt, dass man nach dem Sieg über Dänemark keine weiteren äußeren Gefahren mehr zu fürchten hätte und man sich nun „in aller Ruhe auf die Neuordnung der konfessionellen Verhältnisse im Reich konzentrieren [könne]“. Gemäß Herfried Münkler wurde damit „im Frühjahr 1629 die bis dahin wohl größte Chance vertan, den Krieg in allen seinen Ausprägungen zu beenden“.
In den nachfolgenden Jahren sollte Dänemark, das trotz des Verbots solcher Interventionen, recht bald wieder zu seiner gewohnten Politik gegenüber den Norddeutschen Städten zurückgekehrt war, eher eine untergeordnete Rolle im „großen Spiel der Europäischen Mächte“ einnehmen, auch wenn es sich immer wieder darum bemühte, aus der prekären Lage des Kaisers Profit zu schlagen. Gleichzeitig war Christian IV. augenscheinlich aus Gründen der Gegnerschaft zum „Erbfeind“ Schweden aber auch „dazu bereit [...] die finanziellen Bedingungen des Prager Friedens zu akzeptieren und die entsprechenden Zahlungen an die Reichskasse zu leisten“, schließlich hätte eine Niederlage Schwedens gegen die, durch Zahlung der Reichsstände mitfinanzierten, kaiserlichen Heere auch die angekratzte Stellung Dänemarks im Baltischen Meer wieder stärker gefestigt
Im Jahr 1643 wurde Dänemark durch einen Angriff der Schweden schließlich erneut in die Kampfhandlungen hineingezogen. Der Krieg sollte für Dänemark erneut mit einer Niederlage enden. Damit verlor Dänemark endgültig seine Rolle als Hegemon im Baltischen Meer, die es seit der Auflösung der Kalmarer Union innegehalten hatte.